# August Krakau
August Wilhelm Krakau (Pirmasens, 1894. szeptember 12. – Amberg, 1975. január 7.) német (bajor) katona, altábornagy, a Vaskereszt második és első osztályának a birtokosa.

## Élete
1894. szeptember 12-én született Pirmasens-ben, a Német Birodalomban. 1914. augusztus 7-én önkéntesként vonult be a Bajor Királyi Hadsereghez, itt a 3. Bajor Könnyűlovas ezred kötelékéhez osztották be. 1915 júliusától a 3. Bajor Gyalogos Hadosztály kötelékében a 2. Vadász zászlóaljhoz tartozott. 1916-ban gránát repeszek megsebesítették a bal és a jobb combját, ezért kórházba került. 1917-ben megkapja a Bajor Katonai Érdemkereszt 2. osztályát. Ő szereltette le a vadász zászlóaljat a háború végén.
A háború után több egységet is vezetett. 1937-ben a 10. hadosztály 41-dik gyalogezredének a II. zászlóaljának a parancsnoka.
1939-ben a 10. hadosztállyal részt vett Lengyelország lerohanásában. 1940. február 6-tól a 10. hadosztály 85. ezredének a parancsnoka. Részt vett Görögország és Kréta elfoglalásában, a légi úton szállított 1. zászlóaljjal ért földet a szigeten. 1942. május 2-án megbízták a 7. Hegyivadász Hadosztály vezetésével Finnországban. Akkor is a Hegyivadász Hadosztály parancsnoka volt, amikor kitört a németek és a finnek között a lappföldi háború. Több kisebb küzdelemben is részt vett, majd kivezette egységét Norvégiába. Egy ideig szabadlábon volt, majd Oslóban fogságba esett. 1975. január 15-én halt meg Ambergben.

## Fontosabb kitüntetései
- Vaskereszt Lovagkeresztje
- Vaskereszt első és második osztálya
- Bajor Katonai Érdemkereszt 2. osztálya kardokkal
- Osztrák Katonai Érdemkereszt 3. osztálya háborús dekorációval